# Гардашбеков, Акбар Гаджи оглы
Акбар Гардашбеков Гаджи оглы (азерб. Əkbər Hacı oğlu Qardaşbəyov; 15 март 1923, Нахичевань – 26 март 2001, Нахичевань) — азербайджанский театральный актер, Народный артист Азербайджанской ССР (1987 год).

## Биография
Акбар Гардашбеков родился 15 марта 1923 года в Нахичевани. Акбар начал интересоваться актерским мастерством еще в средней школе и выступал в драматических кружках. В 1942 году он вступил в труппу Нахичеванского государственного музыкально-драматического театра. 
Айдын Шахсуваров умер 26 марта 2001 года в Нахичевани.

## Роли
Акбар Гардашбеков в течение почти пятидесяти лет своей сценической деятельности исполнил множество ролей:
- Багчал Халил ("Качак Наби", Сулейман Рустам)
- Азер-баба ("Фархад и Ширин", Самед Вургун)
- Мирза Гусейн ("Свадьба", Сабит Рахман)
- Бахруз ("Половинчатая фотография", Адиль Бабаев)
- Эльман ("Родина", Абдулла Шаиг)
- Шейх Хади, Гершивез ("Шейх Санан", Гусейн Джавид)
- Чингиз ("Любовь и месть", Сулейман Сани Ахундов)
- Молла Аббас, Врач, Шейх Насрулла ("Безумный сборник", "Книга моей матери", "Мертвецы", Джалил Мамедкулизаде)
- Инфиль ("Азербайджан, мир мой", Мамед Араз)
- Султан-бей ("Аршин мал алан", Узеир Гаджибеков)
- Тогрул, Фархад, Фуад, Самед-бей, Мамедали-бей, Мулла Мехсун, Новруз-бей ("Яшар", "Насреддин Шах", "Алмаз", "Октай Элоглу", "Севиль", "Бледные цветы" и "Айдын" , Джафар Джаббарлы)
- Паратов ("Девушка без приданого", Александр Островский)
- Нуру Саянер ("Волк из Тороса", Азиз Несин)
- Князь ("Ханума", Авксентий Сакарели)
- Вершинин ("Бронированный поезд 1469", Вячеслав Иванов)

## Звания и награды
- Почетное звание Заслуженная артист Азербайджанской ССР  — 4 октября 1974 [4]
- Почетное звание Народная артист Азербайджанской ССР — 12 июня 1987 [5]